# Mateo Musacchio
Mateo Pablo Musacchio (Rosario, Argentina, 26 August, 1990) este un fotbalist argentinian retras din activitate. A jucat pe postul fundaș central iar ultima sa echipă a fost SS Lazio din Serie A.
Și-a petrecut cea mai mare parte a carierei profesionale la Villarreal CF, după ce a semnat la vârsta de 19 ani, jucând în 249 de meciuri oficiale și marcând șapte goluri în șapte sezoane de La Liga. În 2017, s-a alăturat lui AC Milan și, patru ani mai târziu, a semnat cu Lazio, tot în Serie A italiană.
După plecarea de la Lazio și mai bine de doi ani fără echipă, Musacchio s-a retras din fotbalul profesionist la vârsta de 32 de ani.

## Cluburi
| Club          | Tara      | An          | Meciuri | Goluri |
| ------------- | --------- | ----------- | ------- | ------ |
| River Plate   | Argentina | 2006 - 2009 | 11      | 0      |
| Villarreal B  | Spania    | 2009 - 2010 | 22      | 3      |
| Villarreal CF | Spania    | 2010 - 2017 | 249     | 7      |
| AC Milan      | Italia    | 2017 - 2021 | 75      | 2      |
| SS Lazio      | Italia    | 2021        | 5       | 0      |